# روزر برو
روزر برو (15 فبراير 1923 - 26 مايو 2021) كانت رسامة ونقاشة تشيلية إسبانية المولد مرتبطة بحركة الفن التصويري الجديد.

## السيرة الشخصية
ولدت روزر برو في برشلونة عام 1923. وفي العام التالي ذهبت عائلتها إلى المنفى في باريس بفرنسا نتيجة لدكتاتورية ميغيل بريمو دي ريفيرا. بعد أربع سنوات عادوا إلى مسقط رأسهم حيث درست برو في مدرسة مونتيسوري. بعد الحرب الأهلية الإسبانية في عام 1939 عادت إلى فرنسا، حيث انطلقت إلى تشيلي على متن سفينة. وصلت إلى فالبارايسو في 3 سبتمبر من ذلك العام.
درست الرسم في مدرسة الفنون الجميلة في جامعة تشيلي من عام 1939 إلى عام 1942 ، حيث كانت طالبة في بابلو بورشارد وإسرائيل روا. في عام 1947 انضمت إلى مجموعة طلاب التجميل، جنبًا إلى جنب مع فنانين آخرين مثل خوسيه بالميس وغراسيا باريوس وغيليرمو نونيز. في عام 1957 بدأت دراسات النقش.
عرضت برو في العديد من البلدان في أمريكا اللاتينية، وكذلك في إسبانيا، بينما توجد بعض أعمالها في متحف الفن الحديث في نيويورك ، ومتحف بروكلين، ومتحف سانتياغو للفن المعاصر، ومتحف شيلوي للفن الحديث. والمتحف التشيلي الوطني للفنون الجميلة، ومتحف سوليداريداد سلفادور أليندي، والمتحف التاريخي الوطني، ومتحف متروبوليتان للفنون، ومتحف الفن الحديث في ريو دي جانيرو.
توفيت في سانتياغو في 26 مايو 2021 عن عمر يناهز 98 عامًا.